# 하시모토 게이자부로

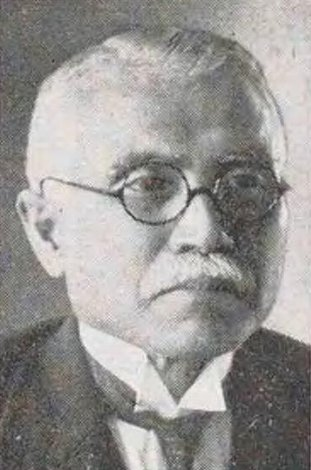
하시모토 게이자부로

하시모토 게이자부로(일본어: 橋本圭三郎, 1865년 11월 11일 ~ 1959년 2월 14일)는 일본의 관료, 기업인, 귀족원 의원이다.